# Cadel Evans Great Ocean Road Race 2017
La Cadel Evans Great Ocean Road Race 2017 fou la 3a edició de la Cadel Evans Great Ocean Road Race, una cursa ciclista d'un sol dia que es disputà pels voltants de Melbourne el 29 de gener de 2017. Formava part del calendari UCI World Tour 2017, amb una categoria 1.UWT, de la qual n'era la segona prova després que la setmana abans s'hagués disputat el Tour Down Under. Aquesta era la primera vegada que la cursa formava part del calendari mundial, després que en anys anteriors hagués format part del calendari de l'UCI Oceania Tour, el 2015 amb categoria 1.1 i el 2016 amb categoria 1.HC.
El vencedor final fou l'alemany Nikias Arndt (Team Sunweb), que s'imposà a l'esprint als australians Simon Gerrans i Cameron Meyer, segon i tercer respectivament.

## Equips
| WorldTeams (13)- Bora-Hansgrohe - Katusha-Alpecin - Orica-Scott - Team Sunweb - Quick-Step Floors - Lotto-Soudal - AG2R La Mondiale - BMC Racing Team - Cannondale-Drapac - Dimension Data - Lotto NL-Jumbo - Sky - Trek-Segafredo Equips continentals professionals (4)- Aqua Blue Sport - Gazprom-RusVelo - Roompot-Nederlandse Loterij - UnitedHealthcare Equip nacional- Austràlia |
| |

## Classificació
| \| Classificació general \| Classificació general \| Classificació general \| Classificació general \| Classificació general \| \| Corredor \| Corredor \| Equip \| Temps \| \| \| --------------------- \| -------------------------- \| --------------------- \| --------------------- \| --------------------- \| \| 1r \| Nikias Arndt \| Team Sunweb \| 4h 19' 15" \| \| \| 2n \| Simon Gerrans \| Orica-Scott \| + 0" \| \| \| 3r \| Cameron Meyer \| Austràlia \| + 0" \| \| \| 4t \| Jhonatan Restrepo Valencia \| Katusha-Alpecin \| + 0" \| \| \| 5è \| Luke Rowe \| Team Sky \| + 0" \| \| \| 6è \| Petr Vakoč \| Quick-Step Floors \| + 0" \| \| \| 7è \| Nathan Haas \| Dimension Data \| + 0" \| \| \| 8è \| Gianluca Brambilla \| Quick-Step Floors \| + 0" \| \| \| 9è \| Jay McCarthy \| Bora-Hansgrohe \| + 0" \| \| \| 10è \| Paul Martens \| LottoNL-Jumbo \| + 0" \| \| \| 11è \| Robert Gesink \| LottoNL-Jumbo \| + 0" \| \| \| 12è \| Rafael Valls Ferri \| Lotto-Soudal \| + 0" \| \| \| 13è \| Sven Erik Bystrøm \| Katusha-Alpecin \| + 0" \| \| \| 14è \| Lucas Hamilton \| Austràlia \| + 0" \| \| \| 15è \| Michael Woods \| Cannondale-Drapac \| + 0" \| \| \| 16è \| Jai Hindley \| Austràlia \| + 0" \| \| \| 17è \| Domenico Pozzovivo \| AG2R La Mondiale \| + 0" \| \| \| 18è \| Michael Storer \| Austràlia \| + 0" \| \| \| 19è \| Janier Acevedo Calle \| UnitedHealthcare \| + 0" \| \| \| 20è \| Brendan Canty \| Cannondale-Drapac \| + 0" \| \| |                            |                   |            |
| |                            |                   |            |
| Fonts: ProCyclingStats Cycling Quotient Cycling Archives |                            |                   |            |
| Classificació general |                            |                   |            |
| Corredor | Corredor                   | Equip             | Temps      |
| 1r | Nikias Arndt               | Team Sunweb       | 4h 19' 15" |
| 2n | Simon Gerrans              | Orica-Scott       | + 0"       |
| 3r | Cameron Meyer              | Austràlia         | + 0"       |
| 4t | Jhonatan Restrepo Valencia | Katusha-Alpecin   | + 0"       |
| 5è | Luke Rowe                  | Team Sky          | + 0"       |
| 6è | Petr Vakoč                 | Quick-Step Floors | + 0"       |
| 7è | Nathan Haas                | Dimension Data    | + 0"       |
| 8è | Gianluca Brambilla         | Quick-Step Floors | + 0"       |
| 9è | Jay McCarthy               | Bora-Hansgrohe    | + 0"       |
| 10è | Paul Martens               | LottoNL-Jumbo     | + 0"       |
| 11è | Robert Gesink              | LottoNL-Jumbo     | + 0"       |
| 12è | Rafael Valls Ferri         | Lotto-Soudal      | + 0"       |
| 13è | Sven Erik Bystrøm          | Katusha-Alpecin   | + 0"       |
| 14è | Lucas Hamilton             | Austràlia         | + 0"       |
| 15è | Michael Woods              | Cannondale-Drapac | + 0"       |
| 16è | Jai Hindley                | Austràlia         | + 0"       |
| 17è | Domenico Pozzovivo         | AG2R La Mondiale  | + 0"       |
| 18è | Michael Storer             | Austràlia         | + 0"       |
| 19è | Janier Acevedo Calle       | UnitedHealthcare  | + 0"       |
| 20è | Brendan Canty              | Cannondale-Drapac | + 0"       |